# Udo Plamberger
Udo Plamberger (* 1. Januar 1971 in Bad Ischl) ist ein ehemaliger österreichischer Tennisspieler.

## Karriere
Udo Plamberger begann seine Profilaufbahn 1991, seine ersten Erfolge feierte er auf der Satellite Tour, wo er bei Turnieren in Polen bzw. Griechenland als Sieger hervorging. Plamberger galt als Doppelspezialist und konnte im August 1996 an der Seite von Ģirts Dzelde beim ATP-Turnier in Umag bis ins Finale vorstoßen, das aber gegen Pablo Albano und Luis Lobo mit 4:6 und 3:6 verloren ging.
Zu seinen Karrierehighlights zählten der Sieg im Doppel gegen Libor Pimek und Byron Talbot, damals Nummer acht der Doppelteamwertung, beim Turnier in Umag 1996. Des Weiteren spielte er an der Seite von Pat Cash beim Grand Prix in St. Pölten und war außerdem mit der früheren Nummer elf Andrei Tscherkassow im Doppel aktiv.
1996 und 1997 spielte er für die österreichische Davis-Cup-Mannschaft. Er kam zweimal im Doppel zum Einsatz, beide Male neben Thomas Muster.
Plamberger beendete 1999 seine Karriere. Seine beste Notierung im Einzel war Weltranglistenplatz 283, im Doppel war Platz 124 sein bester Rang.

## Privat
Udo Plamberger lebt in Gmunden und betreibt eine Sportmanagementfirma mit dem Namen SMP.

## Erfolge
| Legende                       |
| Grand Slam                    |
| Tennis Masters Cup            |
| ATP Masters Series            |
| ATP International Series Gold |
| ATP International Series      |

### Doppel

#### Finalteilnahmen
| Nr. | Datum           | Turnier | Belag | Partner      | Finalgegner            | Ergebnis |
| --- | --------------- | ------- | ----- | ------------ | ---------------------- | -------- |
| 1.  | 18. August 1996 | Umag    | Sand  | Ģirts Dzelde | Pablo Albano Luis Lobo | 4:6, 1:6 |